# Basislager Brocken
Das Basislager Brocken ist eine Schutzhütte der Sektion Wernigerode des Deutschen Alpenvereins (DAV). Sie liegt im Harz in Deutschland. Es handelt sich um eine Selbstversorgerhütte ohne Bewirtschaftung.

## Geschichte
Die Sektion Wernigerode des Deutschen Alpenvereins wurde 1991 gegründet und hat ihren Sitz in Wernigerode im Landkreis Harz. Es ist der zweitgrößte Verein in Wernigerode und der drittgrößte im Landkreis Harz. Das Basislager Brocken wurde im Jahr 2000 fertiggestellt und eingeweiht.

## Lage
Das Basislager Brocken liegt in der Ortschaft Schierke direkt an der Kalten Bode im Landkreis Harz.

## Zustieg
- Es existiert ein Parkplatz an der Hütte.

## Hütten in der Nähe
- Malepartushütte, Selbstversorgerhütte, Harz, 807 m ü. NHN

## Tourenmöglichkeiten
- Von Schierke durch den Eckerlochstieg auf den Brocken, Wanderung, Harz, 8,3 km, 2 Std.
- Brocken über Eckerlochstieg – Steiler Aufstieg zum höchsten Harzgipfel, 13,6 km, 5 Std.
- Inhalt Brocken über Wurmberg und Achtermann – Über die höchsten Berge des Harz, 28,8 km, 8 Std.
- Bhf. Schierke nach Basislager Brocken, Wanderung, Harz, 2,2 km, 0,5 Std.
- 24h Trophy 2018 - 24h rund um den Brocken, 72,1 km, 20,5 Std.
- 24h Trophy 2018 - 12h rund um Schierke am Brocken, 33,8 km, 10 Std.
- Rund um Schierke über Brockenkinder, Brocken (1141 m ü. NHN) und Feuersteinklippe, 19,7 km, 6 Std.
- Von Schierke zum Wurmberg über Mause- und Schnarcherklippen und zurück über den Bösen Hund und Dreieckigen Pfahl, Wanderung, Harz, 21,6 km, 5, 2 Std.
- Von Schierke über den Eckerlochstieg zum Brocken, 7,7 km, 2,3 Std.[3]

## Klettermöglichkeiten
Im Harz gibt es einige Klettermöglichkeiten, wie im Okertal, dem Steinbachtal oder an der Sösetalsperre.

## Skifahren Langlauf
In vielen Orten im Harz ist in den Wintermonaten bei ausreichend Schnee Skilanglauf möglich.

## Karten
- Brocken: Rad- & Wanderkarte – Gefaltete Karte 1:25.000, ISBN 978-3-86973-181-0
- Große Wanderkarte, Ski- und Radwanderkarte Nationalpark Harz: Ausflüge zum Brocken von Clausthal-Zellerfeld, Goslar, Wernigerode, Herzberg, Braunlage und Schierke (Schöne Heimat) – Gefaltete Karte, ISBN 978-3-89591-067-8
- Kompass Karten 455 Brocken, Nationalpark Harz, Oberharz 3in1 Wanderkarte 1:25.000 – Gefaltete Karte, ISBN 978-3-99044-921-9